# Canton de Fresnes-en-Woëvre
Le canton de Fresnes-en-Woëvre est une ancienne division administrative française, qui était située dans le département de la Meuse et la région Lorraine.
Le canton est créé en 1790 sous la Révolution française. À la suite du redécoupage cantonal de 2014, le canton est supprimé.

## Géographie
Ce canton est organisé autour du chef-lieu Fresnes-en-Woëvre et fait partie intégralement de l'arrondissement de Verdun. Son altitude varie de 195 m (Hennemont et Labeuville) à 402 m (Thillot) pour une altitude moyenne de 255 m. Sa superficie est de 257 km2.

## Histoire
Le canton de Fresne fait partie du district de Verdun, créé par décret du 30 janvier 1790.
Après la suppression des districts en 1795, le canton intègre l'arrondissement de Verdun lors de la création de celui-ci en 1801, et il est renommé canton de Fresnes-en-Woëvre pour rester en accord avec le changement de nom de la commune chef-lieu.
À la suite du redécoupage cantonal de 2014, le canton est supprimé. Toutes les communes se retrouvent intégrées dans le canton d'Étain.

## Composition
Le canton de Fresnes-en-Woëvre réunit les 32 communes de :
| Nom                           | Code Insee | Codepostal | Superficie (km2) | Population (dernière pop. légale) | Densité (hab./km2) |
| ----------------------------- | ---------- | ---------- | ---------------- | --------------------------------- | ------------------ |
| Fresnes-en-Woëvre (chef-lieu) | 55198      | 55160      | 9,08             | 727 (2012)                        | 80                 |
| Avillers-Sainte-Croix         | 55021      | 55210      | 5,50             | 65 (2012)                         | 12                 |
| Bonzée                        | 55060      | 55160      | 21,14            | 360 (2012)                        | 17                 |
| Combres-sous-les-Côtes        | 55121      | 55160      | 5,06             | 117 (2012)                        | 23                 |
| Dommartin-la-Montagne         | 55157      | 55160      | 6,77             | 63 (2012)                         | 9,3                |
| Doncourt-aux-Templiers        | 55163      | 55160      | 6,18             | 80 (2012)                         | 13                 |
| Les Éparges                   | 55172      | 55160      | 9,52             | 73 (2012)                         | 7,7                |
| Hannonville-sous-les-Côtes    | 55228      | 55210      | 15,71            | 635 (2012)                        | 40                 |
| Harville                      | 55232      | 55160      | 5,54             | 109 (2012)                        | 20                 |
| Haudiomont                    | 55237      | 55160      | 9,30             | 237 (2012)                        | 25                 |
| Hennemont                     | 55242      | 55160      | 10,82            | 119 (2012)                        | 11                 |
| Herbeuville                   | 55243      | 55210      | 6,71             | 180 (2012)                        | 27                 |
| Labeuville                    | 55265      | 55160      | 9,58             | 133 (2012)                        | 14                 |
| Latour-en-Woëvre              | 55281      | 55160      | 6,74             | 86 (2012)                         | 13                 |
| Maizeray                      | 55311      | 55160      | 3,87             | 34 (2012)                         | 8,8                |
| Manheulles                    | 55317      | 55160      | 10,45            | 148 (2012)                        | 14                 |
| Marchéville-en-Woëvre         | 55320      | 55160      | 5,63             | 81 (2012)                         | 14                 |
| Mouilly                       | 55360      | 55320      | 10,96            | 105 (2012)                        | 9,6                |
| Moulotte                      | 55363      | 55160      | 5,53             | 120 (2012)                        | 22                 |
| Pareid                        | 55399      | 55160      | 7,02             | 121 (2012)                        | 17                 |
| Pintheville                   | 55406      | 55160      | 5,18             | 102 (2012)                        | 20                 |
| Riaville                      | 55429      | 55160      | 3,36             | 44 (2012)                         | 13                 |
| Ronvaux                       | 55439      | 55160      | 2,63             | 95 (2012)                         | 36                 |
| Saint-Hilaire-en-Woëvre       | 55457      | 55160      | 11,12            | 195 (2012)                        | 18                 |
| Saint-Remy-la-Calonne         | 55465      | 55160      | 8,04             | 101 (2012)                        | 13                 |
| Saulx-lès-Champlon            | 55473      | 55160      | 7,81             | 128 (2012)                        | 16                 |
| Thillot                       | 55507      | 55210      | 3,65             | 245 (2012)                        | 67                 |
| Trésauvaux                    | 55515      | 55160      | 3,95             | 73 (2012)                         | 18                 |
| Ville-en-Woëvre               | 55557      | 55160      | 14,18            | 136 (2012)                        | 9,6                |
| Villers-sous-Pareid           | 55565      | 55160      | 6,12             | 67 (2012)                         | 11                 |
| Watronville                   | 55579      | 55160      | 6,39             | 112 (2012)                        | 18                 |
| Woël                          | 55583      | 55210      | 13,21            | 186 (2012)                        | 14                 |

## Représentation

### Conseillers d'arrondissement (de 1833 à 1940)
Le canton de Fresnes avait deux conseillers d'arrondissement jusqu'en 1901.
| Période                                  | Période      | Identité                                        | Étiquette | Qualité |
| ---------------------------------------- | ------------ | ----------------------------------------------- | --------- | --- |
| 1833                                     | 1836         | M. Bertrand                                     |           | Propriétaire à Manheulles                                                                                                  |
| 1833                                     | 1836         | Charles Henry Couchot                           |           | Propriétaire, maire de Woël                                                                                                |
| 1836                                     | 1845         | Nicolas François Baudot                         |           | Notaire, propriétaire à Harville                                                                                           |
| 1836                                     | 1852         | Cosme Joly                                      |           | Juge de paix à Fresnes-en-Woëvre, propriétaire à Marchéville-en-Woëvre                                                     |
| 1845                                     | 1852         | Heney François Mengin                           |           | Notaire à Fresnes-en-Woëvre                                                                                                |
| 1852                                     | 1864 (décès) | Joseph Gabriel Olry, comte de Labry (1786-1864) |           | Colonel du Génie en retraite, propriétaire du château d'Aulnois à Fresnes-en-Woëvre, Président du Conseil d'arrondissement |
| 1852                                     | 1867         | Christophe Drouot de Villay (1805-1888)         |           | Officier en retraire à Fresnes-en-Woëvre                                                                                   |
| 1864                                     | 1886         | François Bohin (1819-1887)                      |           | Notaire à Fresnes-en-Woëvre                                                                                                |
| 1867                                     | 1880         | M. Couchot                                      |           | Propriétaire agriculteur à Woël                                                                                            |
| 1880                                     | 1901         | Émile-Dieudonné Ledrolle                        |           | Docteur en médecine à Fresnes-en-Woëvre                                                                                    |
| 1886                                     | 1888 (décès) | Prosper Jean-Baptiste Crucy (1816-1888)         |           | Huissier pour le Tribunal civil de Verdun, maire de Fresnes-en-Woëvre, suppléant du juge de paix                           |
| 1889                                     | 1901         | Louis Victor Bohin                              | Droite    | Notaire à Fresnes-en-Woëvre                                                                                                |
| 1901                                     | 1904         | Paul Vautrin                                    |           | Clerc de notaire, Fresnes-en-Woëvre                                                                                        |
| 1904                                     | 1922         | Pierre-Félicien Guédon                          |           | Docteur en médecine à Fresnes-en-Woëvre                                                                                    |
| 1922                                     | 1925         | Albert Mangin (1881-1943)                       | RG        | Agriculteur à Pintheville                                                                                                  |
| 1925                                     | 1940         | Charles Maillot (1876-1960)                     |           | Cultivateur, débitant, maire d'Haudiomont                                                                                  |
| 1940                                     |              |                                                 |           | Les conseils d'arrondissement ont été suspendus par la loi du 12 octobre 1940 et n'ont jamais été réactivés                |
| Les données manquantes sont à compléter. |              |                                                 |           | |

### Conseillers généraux de 1833 à 2015
| Période | Période          | Identité                                        | Étiquette              | Qualité |
| ------- | ---------------- | ----------------------------------------------- | ---------------------- | --- |
| 1833    | 1836             | Nicolas Desgodins                               |                        | Brasseur, propriétaire rentier Maire de Fresnes-en-Woëvre |
| 1836    | 1845             | Charles Henry Couchot                           |                        | Capitaine d'infanterie en retraite Maire de Woël, conseiller d'arrondissement |
| 1845    | 1852             | Nicolas François Baudot                         |                        | Notaire à Harville, conseiller d'arrondissement |
| 1852    | 1860             | Baron Alexandre Hyacinthe François de Klopstein |                        | Propriétaire Maire de Ville-en-Woëvre |
| 1860    | 1866 (décès)     | Édouard Thouvenel (1818-1866)                   |                        | Ambassadeur à Constantinople (1855-1860) Sénateur (1859-1866) Ministre des Affaires étrangères (1860-1862)                                                                                |
| 1867    | 1871             | Jean Eugène Lefebvre                            |                        | Notaire Maire de Fresnes-en-Woëvre |
| 1871    | 1883             | Baron François Frantz de Klopstein              | Droite                 | Officier, propriétaire Maire de Ville-en-Woëvre Député (1876-1881) |
| 1883    | 1885 (décès)     | Charles François Marchand                       | Républicain            | Rentier Maire de Maizeray |
| 1885    | 1892 (décès)     | Victor Laurent                                  |                        | Propriétaire Maire d'Herbeuville |
| 1892    | 1901             | Léon Victor Leblain                             | Républicain            | Agriculteur Maire de Woël |
| 1901    | 1907             | Louis Victor Bohin                              | Droite                 | Ancien notaire à Fresnes-en-Woëvre, conseiller d'arrondissement |
| 1907    | 1925             | Albert Noël                                     | Rad.                   | Avoué puis avocat à Verdun Député (1908-1919) |
| 1925    | 1940             | Albert Mangin (1881-1943)                       | RG                     | Agriculteur à Pintheville, conseiller d'arrondissement |
|         |                  |                                                 |                        | |
| 1945    | 1958             | Lucien Mangin                                   | Centre gauche puis DVD | Agriculteur à Pintheville |
| 1958    | 1976             | Henri Dory                                      | DVD                    | Directeur de société Maire de Fresnes-en-Woëvre |
| 1976    | 1998 (démission) | Louis Mourot                                    | CD puis UDF            | Cultivateur à Butgnéville, Saint-Hilaire-en-Woëvre |
| 1998    | 2001 (démission) | Gérard Longuet                                  | UDF-PRIL               | Député (1978-1981, 1988-1993) Secrétaire d'État puis ministre (1986-1988, 1993-1994, 2011-2012) Président du conseil régional de Lorraine (1992-2004) Sénateur (2001-2011 et depuis 2012) |
| 2001    | 2008             | Régine Trompette                                | DVD                    | Gérante d'entreprise Maire de Fresnes-en-Woëvre (2001-2014) |
| 2008    | 2015             | Jean-Marie Cousin                               | MoDem puis UDI         | Maire de Ville-en-Woëvre (2008-2014) Maire de Fresnes-en-Woëvre (2014-2020) |

## Démographie
| 1962  | 1968  | 1975  | 1982  | 1990  | 1999  | 2006  | 2011  | 2012  |
| ----- | ----- | ----- | ----- | ----- | ----- | ----- | ----- | ----- |
| 5 095 | 4 677 | 4 359 | 4 206 | 4 325 | 4 424 | 4 817 | 5 087 | 5 077 |